# Michael von Aitzing

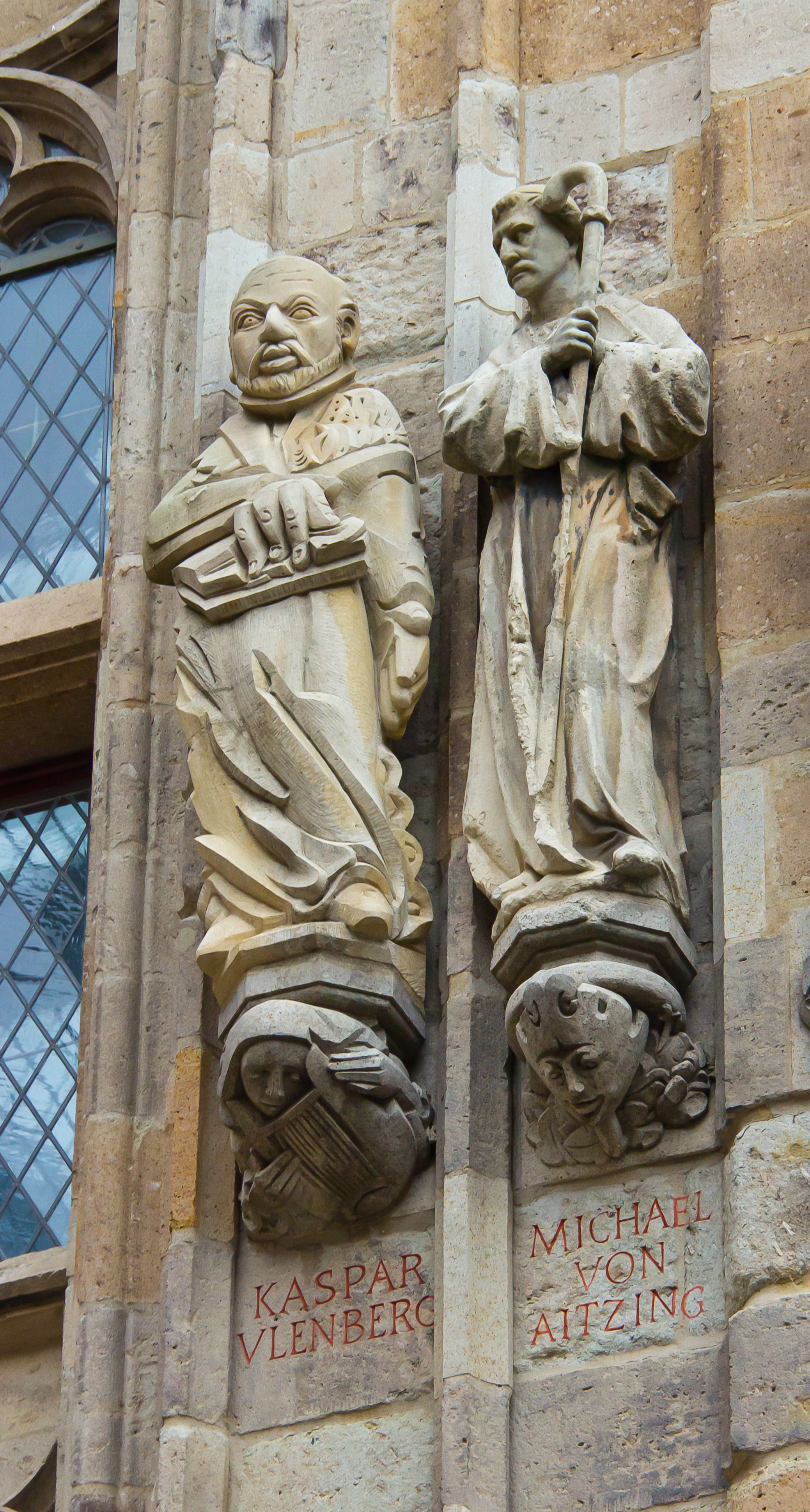
Figur von Meister Eckhart, die die von Michael von Aitzing auf dem Kölner Rathausturm vertritt (r.)

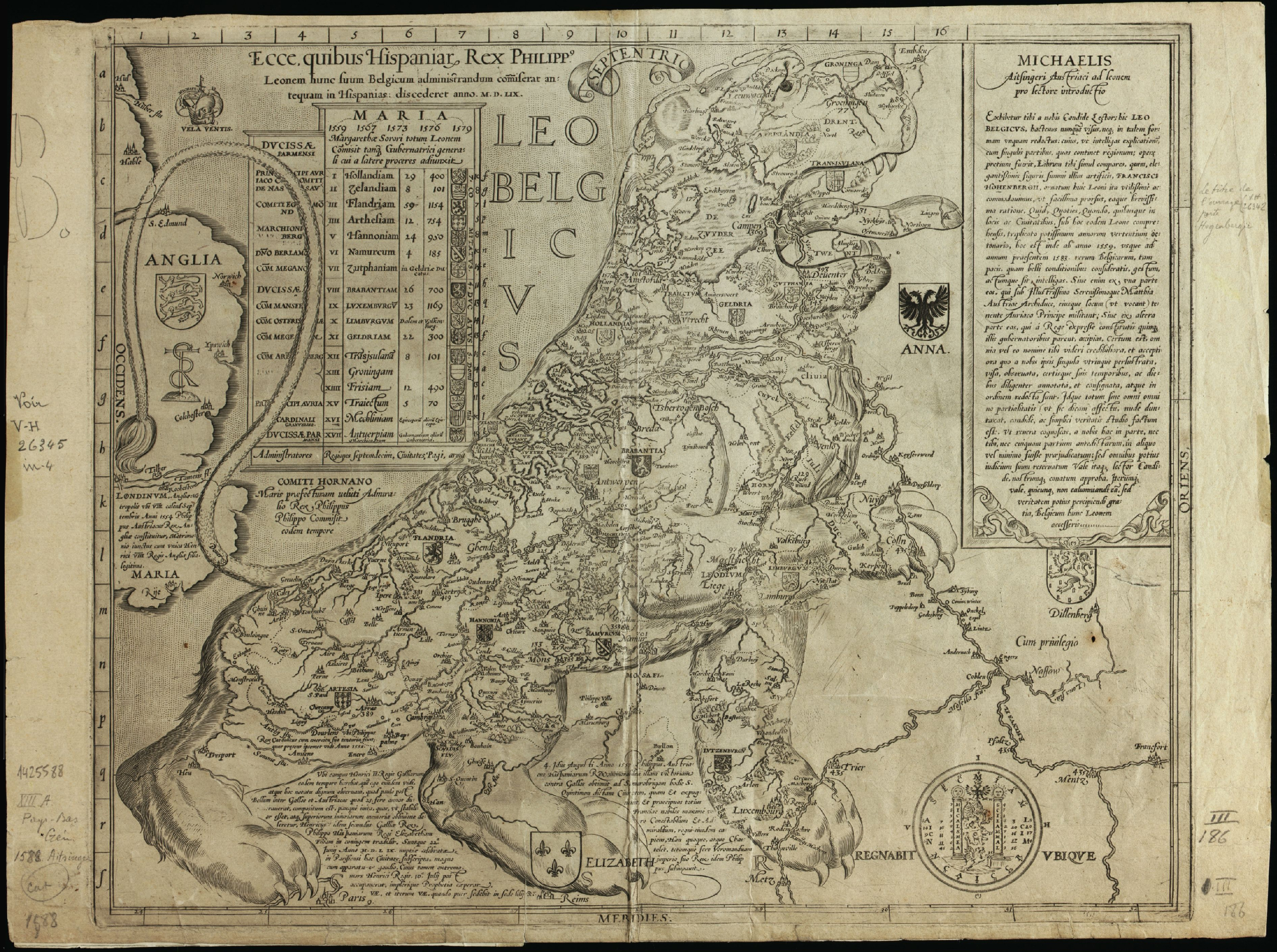
Die spanischen Niederlande im Leo Belgicus in Form eines Löwen

Michael (II.) Freiherr von Aitzing (auch Aitzinger, Eyzinger, Eitzing) (* ca. 1530 in Schrattenthal; † 1598 in Bonn) war ein österreichischer Adliger, Gelehrter und Autor. Er gilt als Pionier des Zeitungswesens und der Genealogie.

## Biographie
Michael von Aitzing entstammte dem niederösterreichischen Adelsgeschlecht der Eyczinger, geboren wurde er vermutlich auf Schloss Schrattenthal, das damals seiner Familie gehörte. Er studierte um 1550 Rechtswissenschaft im belgischen Löwen und interessierte sich für Kartografie, Mathematik, Geschichte und Sprachen. 1553 publizierte er sein erstes Werk, ein rhetorisches Lehrbuch mit dem Titel Artis oratiae tabulae. Von 1557 bis 1560 brachte er erfolgreich Vergleichsverhandlungen über Besitzungen seiner Stiefmutter Anna von Rogendorf in Frankreich zu Ende. Er reiste viel und beherrschte mehrere alte und neue Sprachen wie Griechisch, Latein, Hebräisch, Spanisch, Italienisch und Flämisch.
Nach seinem Studium kehrte von Aitzing auf Wunsch seines Vaters Christoph von Eyczing nach Wien zurück. Kaiser Ferdinand I. ernannte ihn zum „Hofdiener“, und er diente auch dessen Nachfolgern Maximilian II. und Rudolf II. bis 1576 als Rat und Kammerherr. 1563 besuchte von Aitzing, der mit einer Frau aus dem Geschlecht der Fugger verheiratet war, im Auftrag des Kaisers das Konzil von Trient und 1566 den Reichstag von Augsburg. 1568 war er Augenzeuge der Hinrichtung von Lamoral von Egmond in Brüssel, wo er sich wahrscheinlich als „geheimer Späher“ des österreichischen Hofes aufhielt, und wurde anschließend selbst dort inhaftiert, wahrscheinlich aus politischen Gründen. Nach seiner Freilassung ließ er sich 1581 als Schriftsteller in Köln nieder.
Von Aitzing zeichnete eine Karte des Heiligen Landes, die 1582 von Frans Hogenberg in Kupfer gestochen wurde. Bekannt wurde er durch sein in Latein geschriebenes Werk Leo Belgicus, das 1583 erstmals und später mit Neuauflagen erschien und die Ereignisse in den Niederlanden seit 1559 beschrieb. In jenem Jahr hatte der spanische König Philipp II. seine Halbschwester Margarethe von Parma als Statthalterin der habsburgischen Niederlande eingesetzt. Während ihrer Amtszeit begannen die Aufstände des niederländischen Adels, der vornehmlich protestantisch war, gegen eine Zentralverwaltung durch das katholische Spanien. Grundlage für das Werk von Aitzings, als Katholik ein Parteigänger der spanischen Politik, waren eigene Aufzeichnungen, Briefe, Flugschriften und andere Publikationen. Die Gebiete der Niederlande waren darin mit den Umrissen eines Löwen eingetragen.
1582 trat der Kölner Erzbischof Gebhard I. von Waldburg zum Protestantismus über. Michael von Aitzing schilderte die Ereignisse von 1580 bis 1583 aus seiner Sicht als Zeitzeuge vom katholischen Standpunkt aus in einer Relatio historica. Diese Publikation war ein Erfolg, was ihn dazu bewegte, alljährliche Sammelberichte zu erstellen, die sogenannten Meßrelationen. Dafür nützte er die regelmäßigen Postverbindungen für Nachrichtenübermittlung und Vertrieb. Von 1588 bis 1593 erschienen die Meßrelationen halbjährlich jeweils zur Frühjahrs- und zur Herbstmesse in Frankfurt am Main, ab 1594 jährlich. Darin listete er in „trockener Aufzählung“ Ereignisse und Aktenauszüge chronologisch auf: „Seine Meßrelation im handlichen Quart-Format ist als erstes historiographisches, periodisch erscheinendes Druckwerk zu den frühesten Vorformen der Zeitschriften zu rechnen.“ Insgesamt erschienen 18 Ausgaben bis zu seinem Tod, später übernahm sein Sohn Michael von Aitzing junior die Geschäfte und gab weitere Relationen in Köln heraus.
1590 publizierte Michael von Aitzing in Köln sein Werk Thesaurus principum hac aetate in Europa viventium, quo progenitores eorum tam paterni quam materni simul ac fratres et sorores inde ab origine reconduntur, usque ad annum a Christo nato 1590, in dem erstmals Ahnentafeln nummeriert nach dem später so genannten Sosa-Stradonitz-System gedruckt wurden.
Trotz seines publizistischen Erfolges lebte von Aitzing in Köln in großer Armut. Er folgte schließlich einem Ruf des Kurfürsten und Erzbischofs Ernst von Bayern nach Bonn, wo er als dessen Historiograph 1598 starb.

### Gedenken der Stadt Köln
Michael von Aitzing ist Teil des Figurenprogramms für den Kölner Rathausturm (Nr. 47, 1. OG). Die 1900/1901 von Alexander Iven geschaffene Statue des Meisters Eckhart vertritt die von Michael von Aitzing. Sie überdauerte den Zweiten Weltkrieg mit Beschädigungen und wurde 1992 von dem Bildhauer Serban Rusu wieder hergestellt.